# ACOUSTIC COUNTY
ACOUSTIC COUNTY（アコースティック カウンティ）は、2015年4月1日から2017年3月30日までJ-WAVEで放送されていたラジオ番組。

## 放送時間
- 月曜-木曜日 14:00-16:30

## ナビゲーター
- 坂倉アコ

## 主なコーナー
- 14:15 - Organic Concierge

グッドクォリティ・オブ・ライフのヒントを探る。
- 14:40 - LINES SING

一冊の本とそこから聴こえる音楽をテーマにしたコーナー。
- 15:10 - SECRET NOTES[1]

ミニ番組。ピアニストの西村由紀江が、音楽家たちの様々なエピソードを紹介する。
- 16:00 - KEY TO LIFE

日替わりでゲストを迎えたゲストトーク。